# Бобете
Бобете (англ. Bobete) — одна з місцевих громад, що розташована в районі Таба-Цека, Лесото. Населення місцевої громади у 2006 році становило 12 966 осіб.